# Sclerocephalus
Sclerocephalus ist eine Gattung der Temnospondylen, die im Oberkarbon und Unterperm von Mitteleuropa gefunden wurde. Die Typusart, Sclerocephalus haeuseri, ist durch mehrere hundert Schädel- und Skelettreste aus dem Saar-Nahe-Becken bekannt. An mehreren Orten fanden sich neben ausgewachsenen Exemplaren auch Fossilien von Jungtieren (z. T. Larven mit äußeren Kiemen), so dass sich die Ontogenese beschreiben ließ.

## Beschreibung
Sclerocephalus erreichte eine Länge von 1,5 bis 1,8 m und hatte einen langgestreckten Körper, der an heutige Riesensalamander erinnert. Der gesamte Körper war mit Osteodermen bedeckt. Der massige Schädel war abgeflacht und hatte eine verlängerte Schnauze. Kieferrand und Gaumen waren mit unregelmäßig angeordneten, leicht gekrümmten Zähnen besetzt. Die Schädeloberseite trug eine kräftige Skulptur aus netzartigen Leisten. Eindrücke von Seitenlinien finden sich v. a. bei Jungtieren. Damit ähnelte Sclerocephalus. der nordamerikanischen Gattung Eryops, doch war er etwas leichter gebaut und erreichte nicht dessen Ausmaße.

## Lebensweise
Sclerocephalus lebte in Seen verschiedener Größe, die von wenigen hundert Metern bis über 80 km Durchmesser reichten. Erwachsene erbeuteten Fische (Paramblypterus, Aeduella), was durch Mageninhalte sicher belegt ist. In größeren Gewässern blieben die Tiere zeitlebens im Wasser, während kleinere Seen anscheinend verlassen wurden.

## Historisches
Sclerocephalus ist eine der historisch ältesten beschriebenen Gattungen paläozoischer Landwirbeltiere (Tetrapoden). Er wurde 1847 durch den deutschen Paläontologen August Goldfuß zunächst als Fisch beschrieben. Die Typuslokalität ist der Pfarrwald bei Heimkirchen (Pfalz), doch wurden die reichsten und besterhaltenen Funde bei Jeckenbach und Odernheim gemacht.